# Pehlad Pur Bangar
Pehlad Pur Bangar is een census town in het district Noord-Delhi van het Indiase unieterritorium Delhi.

## Demografie
Volgens de Indiase volkstelling van 2001 wonen er 10.548 mensen in Pehlad Pur Bangar, waarvan 56% mannelijk en 44% vrouwelijk is. De plaats heeft een alfabetiseringsgraad van 69%.